# Lac Manouane (La Tuque)
Pour les articles homonymes, voir Manouane.
Le lac Manouane est situé dans l'Agglomération de La Tuque, dans la région administrative de la Mauricie, au Québec, Canada. Ce lac constitue un plan d'eau important alimentant la rivière Manouane laquelle coule vers l'est pour se déverser dans la rivière Saint-Maurice.

## Géographie
Les principales routes pour atteindre le lac Manouane passent par Saint-Michel-des-Saints (Lanaudière) ou par Rivière-aux-Rats (Mauricie).
Le Lac Kempt, situé au sud-ouest du lac Manouane, est le principal affluent de ce dernier. Un détroit d'environ 1,9 km relie le Lac Kempt et le lac Manouane. La route principale venant du sud passe entre ces deux lacs, permettant de desservir leurs territoires respectifs au nord.
La "baie du Chien", profonde de 40 km, et recueillant les eaux des lacs Sarto et Lortie est située au nord du lac Manouane. L'aéroport Kanawata, comportant une piste de 1 067 mètres (3500 pieds) avec ravitaillement en carburant, est située près de l'entrée (côté sud) de la "baie du Chien" permettant aux visiteurs de se rendre à divers camps de chasse et pêche aménagés par les pourvoyeurs de la région. L'île aux Hérons est située au milieu du lac, presque en face de la "baie aux Dorés", située du côté ouest, au centre du lac. Tandis que la "baie au Calumet" est situé à l'est (environ au centre du lac) et recueille les eaux du lac Drouin.
Un barrage a été érigé à l'embouchure (au nord-est) du lac Manouane au fond d'un long détroit de 7 km de long, permettant à la route de traverser la rivière par le côté est et desservir les territoires encore plus au nord.
Le lac Manouane a 18 km de long, incluant la longue baie au nord-est, constituant le renflement de la rivière Manouane (La Tuque). Ce lac a 8,2 km de largeur mesuré entre la baie près de l'aéroport (au nord-ouest) et la baie au Calumet, située à l'est du lac. Le lac se décharge dans la rivière Manouane (La Tuque) laquelle parcourt 4,2 km à partir du barrage de l'embouchure du lac pour se jeter dans le lac Châteauvert (La Tuque), situé à l'est. La rivière Manouane est l'un des cinq principaux tributaires de la rivière Saint-Maurice, où elle se décharge en face du village de Wemotaci, situé à environ 115 km au nord de la ville de La Tuque, en Haute-Mauricie.
Le territoire du lac Manouane est entièrement en zone forestière. Sur le plan économique, les activités récréotouristiques prennent un essor particulier sous l'égide des communautés autochtones de la région.

## Toponymie
Le toponyme "Lac Manouane" a été inscrit officiellement le 5 décembre 1968 à la Banque des noms de lieux de la Commission de toponymie du Québec.